# Административна подела Јужноафричке Републике
По завршетку апартхејда у Јужноафричкој Републици 1994, укинути су и „независни" и „полунезависни" бантустани, а од четири постојеће покрајине (Кејп, Натал, Слободна Држава Оранје и Трансвал), уређено је девет нових. Свака покрајина има свој једнодомни парламент, који се бира на сваких пет година и има пропорционалну заступљеност партијских листа, сходно резултатима избора. Парламент бира премијера као шефа владе, а премијер именује Извршни савет као покрајинску владу. Овлашћења покрајинских влада су ограничена и обухватају проблематику из области као што су здравство, образовање, јавно становање и транспорт.

## Списак покрајина
Први ниво административне поделе у Јужноафричкој Републици су покрајине (енг. province). Сада постоји 9 покрајина:
| № | Заст. | Грб | Покрајине              | Административни центар                                          | Површина км² | Становништво (2011) | Насељеност ст./км² |
| - | ----- | --- | ---------------------- | --------------------------------------------------------------- | ------------ | ------------------- | ------------------ |
| 1 |       |     | Западни Кејп           | Кејптаун                                                        | 129 783      | 5 822 734           | 45,0               |
| 2 |       |     | Северни Кејп           | Кимберли                                                        | 362 591      | 1 145 861           | 3,1                |
| 3 |       |     | Источни Кејп           | Бишо                                                            | 169 952      | 6 562 053           | 38,8               |
| 4 |       |     | Квазулу-Натал          | Питермарицбург                                                  | 92 303       | 10 267 300          | 108,8              |
| 5 |       |     | Слободна Држава        | Блумфонтејн                                                     | 129 821      | 2 745 590           | 21,1               |
| 6 |       |     | Северозапад            | Махикенг                                                        | 116 180      | 3 509 953           | 33,5               |
| 7 |       |     | Гаутенг                | Јоханезбург                                                     | 16 927       | 12 272 263          | 675,1              |
| 8 |       |     | Мпумаланга             | Нелспрајт                                                       | 79 512       | 4 039 939           | 52,8               |
| 9 |       |     | Лимпопо                | Полокване                                                       | 122 839      | 5 404 868           | 43,0               |
|   |       |     | Јужноафричка Република | Преторија (извршни) Кејптаун (законодавни) Блумфонтејн (судски) | 1.219.908    | 51.770.560          | 42,4               |

- Осим горе набројаних покрајина, Јужноафричкој Републици, прецизније покрајини Западни Кејп, припадају и Острва Принца Едварда.

## Бантустани
Поред поделе на покрајине (провинције), у Јужноафричкој Републици су од 1951. до 1994. године, постојали и тзв бантустани - самоуправне области резервисане за одређене националности које живе на том простору. Спољашња права црне популације у бантустанима су била строго ограничена. Четири бантустана постала су прогласили независност (у том погледу, њихови становници су били лишени држављанства Јужноафричке Републике), коју није признала ниједна држава осим Јужноафричке Републике.

## Престоница
Већина земаља у свету, као званични главни град у Јужноафричкој Републици признаје Преторију, али у ствари не постоји један административни центар. Извршне агенције се налазе у Преторији, седиште парламента је у Кејптауну, а седиште врховног суда је у Блумфонтејну. Разлог томе је чињеница да је првобитна Јужна Африка била савезна држава, па су престолнице тадашњих држава које су формирале Унију, преузеле и део савезне власти.
Понекад се тврди да је назив града Преторија промењен у Тсване. Ово је нетачно, Тсване је назив градског округа, административне јединице која је на мањем нивоу у односу на покрајину, у чијем је саставу град Преторија.